# White1
White1 è il terzo album in studio del gruppo musicale statunitense Sunn O))), pubblicato nel 2003.

## Tracce
1. My Wall – 25:16
2. The Gates of Ballard – 15:32
3. A Shaving of the Horn that Speared You – 17:52
4. CUTWOODeD (bonus track edizione doppio vinile) – 15:02

## Formazione
Gruppo
- Stephen O'Malley - basso, chitarra
- Greg Anderson - basso, chitarra

 Musicisti ospiti
- Julian Cope – voce
- Runhild Gammelsæter – voce
- Rex Ritter – tastiera
- Joe Preston – chitarra, basso, programmazioni, elettronica